# Dobków (województwo dolnośląskie)
Dobków (niem. Klein Helmsdorf) – wieś w Polsce położona w województwie dolnośląskim, w powiecie złotoryjskim, w gminie Świerzawa, na pograniczu Pogórza Kaczawskiego i Gór Kaczawskich w Sudetach.

## Podział administracyjny
W latach 1975–1998 miejscowość administracyjnie należała do województwa jeleniogórskiego.

## Położenie
Dobków to długa wieś łańcuchowa ciągnąca się około 3,5 km wzdłuż rzeki Bukownicy, prawobrzeżnego dopływu Kaczawy, położona około 20 km na południe od Złotoryi. Geograficznie wieś ulokowana jest w Rowie Świerzawy, u północnego podnóża Pogórza Wojcieszowskiego, stanowiącego jednocześnie północną granicę Grzbietu Wschodniego Gór Kaczawskich. Doliną Bukownicy poprowadzona jest granica pomiędzy Górami Kaczawskimi a Pogórzem Kaczawskim. W takim ujęciu lewobrzeżną (południową) część Dobkowa należy zaliczyć do Gór Kaczawskich, a część prawobrzeżną (północną) już do Pogórza Kaczawskiego.

## Historia
Jest to wieś bardzo stara i o nietypowej jak na ten teren historii, co jest widoczne między innymi w jej zabudowie. Henryk I Brodaty ofiarował klasztorowi w Lubiążu 500 dużych frankońskich łanów i wówczas na tym obszarze powstała, wymieniona w 1203 (lub 1206) roku, nowa miejscowość założona przez osadników z Frankonii. Nazwana została ona od imienia Helmricha - pierwszego dziedzicznego sołtysa wsi - Helmrichesdorf. Po wielu zmianach nazwa ta ustaliła się ostatecznie pod koniec XIX wieku w formie Klein Helmsdorf. 
Do 1819 roku wieś pozostawała własnością klasztoru w Lubiążu. Rozwojowi rolnictwa sprzyjały względnie urodzajne gleby i korzystne na tle regionu warunki klimatyczne. Ponadto prowadzono tu na niewielką skalę wydobycie wapieni; na południe od wsi zachowały się ruiny wapienników. W XIX w. i w początkach XX w. we wsi powstały duże gospodarstwa rolne o charakterystycznym czworobocznym układzie budynków. W jednym z takich gospodarstw, z końca XIX w., 29 sierpnia 2015 otwarto Sudecką Zagrodę Edukacyjną. Ponadto we wsi funkcjonuje ekomuzeum, składające się z 5 pasiek, 4 pracowni ceramicznych i pracowni bibułkarstwa. Corocznie odbywają się tu Kaczawskie Warsztaty Artystyczne - plenerowe zajęcia ceramiczne, bibułkarstwa czy tradycyjnego koronkarstwa. 
W roku 1945 wieś została włączona w granice Polski. Jej dotychczasową ludność wysiedlono do Niemiec. Polscy osadnicy początkowo nazywali miejscowość Chełmno, jednak w roku 1946 ustalono urzędowo obecną nazwę Dobków.

## Demografia
W XIX w. wieś zamieszkiwało ponad 1000 osób, w pierwszej połowie XX w. liczba ta spadła do 900–950, natomiast współcześnie Dobków ma około 500 mieszkańców. Według Narodowego Spisu Powszechnego (III 2011 r.) ich liczba wynosiła 493 osoby. Obecnie jest szóstą co do wielkości miejscowością gminy Świerzawa.

## Zabytki
Do wojewódzkiego rejestru zabytków wpisane są:
- kościół parafialny pw. św. Idziego, z końca XIV w., XVIII w. wewnątrz barokowy ołtarz główny i chrzcielnica.
- cmentarz ewangelicki, przy kościele, obecnie nieczynny, z XVIII-XIX w.